# Santa Savina
Savina (260 circa – Milano, 30 gennaio 311) fu una matrona vissuta all'epoca dell'imperatore Diocleziano ed è venerata come santa dalla Chiesa cattolica.

## Biografia

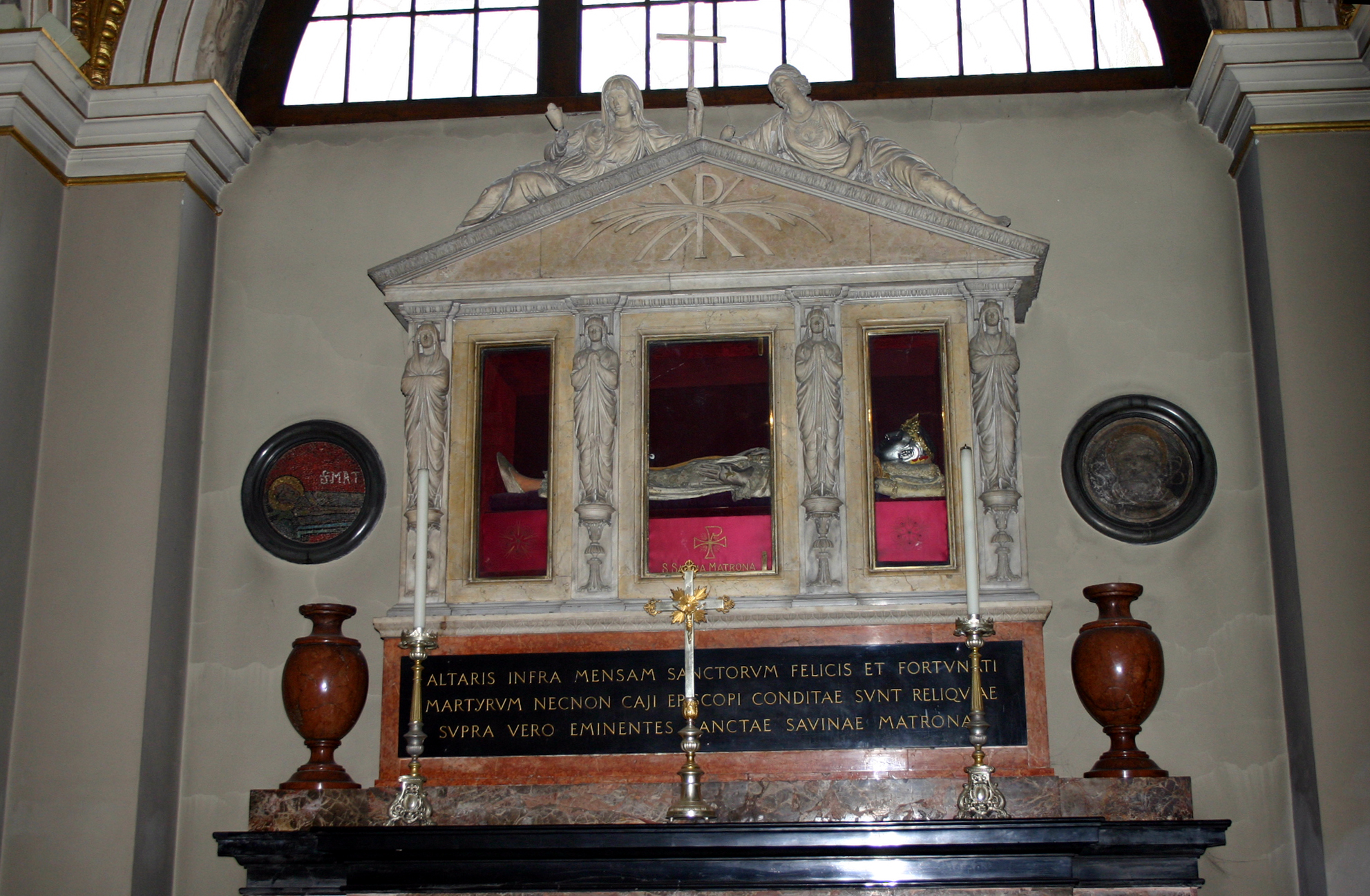
Tomba di santa Savina, sopra l'altare dell'omonima cappella presso la basilica di Sant'Ambrogio a Milano

Le notizie attorno alla vita di Savina non sono totalmente acclarate. Nacque probabilmente a Milano dalla nobile famiglia Morigi (aggregati però al patriziato milanese solo un millennio più tardi, nel 1388) oppure dalla famiglia romana dei Valerii e si maritò con un patrizio della famiglia Trissino. Secondo la biografia scritta da Francesco Trissino, Savina nacque invece a Lodi da un Trissino del ramo che dall'originaria città di Vicenza si trasferì in Lombardia (anche in questo caso però il ramo Trissino da Lodi è originato da tal Eugenio che, cacciato da Vicenza riparò a Lodi solo nel 1054) e sposò un ignoto nobile lodigiano.
Le varie versioni concordano invece sul fatto che Savina rimase presto vedova, diventò cristiana e trascorse buona parte della propria vita dedicandosi a opere caritatevoli. Ai tempi delle persecuzione dei cristiani nell'impero romano sotto Diocleziano, si occupò dei corpi martirizzati dei santi Nabore e Felice, due soldati romani rei di aver abbracciato la nuova fede. Savina provvide alla loro temporanea sepoltura dopo la decapitazione nei pressi di Lodi e successivamente a traslare le salme fino a Milano.
La leggenda narra che, volendo portare di nascosto i resti dei due martiri nel capoluogo lombardo, Savina li nascose in una botte, dichiarando ai doganieri di trasportare miele o vino: al controllo, i soldati videro effettivamente tali prodotti senza trovare altro, dando così luogo al miracolo. I resti dei due martiri vennero poi presi in consegna dal vescovo Materno, che si occupò di organizzare per loro una più degna sepoltura nella chiesa di San Francesco Grande, detta in seguito basilica naboriana, oggi scomparsa.
Anche Savina, conosciuta per la sua fede, venne arrestata e condotta al martirio il 30 gennaio 311 e poi sepolta accanto ai corpi dei due santi martiri da lei recuperati.
Alla distruzione della chiesa di San Francesco Grande, nel 1806, le spoglie di tutti i martiri lì sepolti vennero traslate nella basilica di Sant'Ambrogio. Precisamente, i resti di Gervasio e Protasio vennero collocati a fianco della salma di Ambrogio nella cripta sotto all'altare maggiore, mentre quelli di Savina, Nabore e Felice vennero sistemati in una cappella laterale, rifatta nel 1868 com'è visibile a tutt'oggi.
Le vicende di Savina sono raccontate da un ciclo di affreschi presente in Palazzo Trissino a Vicenza, nella sala della Giunta Comunale (già sala di Santa Savina), realizzato attorno al 1665 da Giulio Carpioni (1613-1678). La decorazione è composta da un fregio che fa il giro della sala e riporta le fasi salienti della vita di Savina: la santa comunione, il carcere insieme a Nabore e Felice, Savina che trova i corpi martirizzati di Nabore e Felice, Savina che invoca l'aiuto degli angeli, il trasporto delle ceneri dei due martiri, la consegna delle ceneri al vescovo di Milano, visita degli angeli prima del martirio di Savina, S. Savina e la SS. Trinità. L'affresco venne danneggiato dai bombardamenti del 1945, ma è stato ben restaurato nel 1957.
Due antiche biografie narrano la sua storia: quella in latino scritta nel 1627 da Gaspare Trissino, padre somasco e quella del 1855 di Francesco Trissino. 
Santa Savina è ricordata dalla Chiesa cattolica il 30 gennaio, giorno della sua morte.